# 長慶寺 (江東区)
長慶寺（ちょうけいじ）は、東京都江東区にある曹洞宗の寺院。

## 歴史
1630年（寛永7年）に開山された。境内に「蟠龍松」という松の大木があったことから山号が「蟠龍山」になったという。
かつて、境内には松尾芭蕉翁句塚や日本左衛門、宝井其角、服部嵐雪、中川乙由、松籟庵太無、2世松籟庵霜後、守黒庵眠柳、徳山五兵衛、亀戸天神宮司大鳥居家の墓などがあったが、1923年（大正12年）の関東大震災や東京大空襲で滅失したが、後に復興された。

## 交通アクセス
- 森下駅より徒歩1分。